# Rubóczki Márkó
Rubóczki Márkó (Budapest, 1991. december 13.) magyar színész.

## Élete
A budapesti Kerék Általános Iskola és Gimnáziumban érettségizett, utána felvételt nyert a Pesti Magyar Színiakadémiára, ahol 2015-ben végzett. Színpadi gyakorlatot eddig jobbára a Pesti Magyar Színházban szerzett.
Legfőbb színészi példaképeinek Pál Andrást és Horváth Illést tartja.
2015-2018 között a Turay Ida Színházban játszott, majd 2018-2024 között a kassai Thália Színház tagja volt. 2024-től a Veszprémi Petőfi Színház színésze.

## Szerepei

### Film/TV
- A fekete bojtár (2015)
- Aranyélet (2015) – Norbi
- Egynyári kaland (2015–2019) – Bence
- Árulók (2017)
- Tóth János (2017–2018) – Máté
- Toxikoma (2021) – Rezidens
- Mintaapák (2021) – csapatvezető
- …a szomszéd tehene (2024) – ügyfél

### Színház
- Almaszósz (Magyar Színház, 2013)
- Ördögök (Magyar Színház)
- Szerelem (Faluház-Leányfalu, 2010)
- Színészkordé (Faluház-Leányfalu)